# Morten Jensen
Morten Jensen (ur. 2 grudnia 1982 w Lynge) – duński lekkoatleta specjalizujący się w skoku w dal. 
Międzynarodową karierę rozpoczynał w 2000 roku od startu w mistrzostwach świata juniorów, podczas których nie awansował do finału konkursu skoku w dal. W kolejnym sezonie zajął szóste miejsce w mistrzostwach Europy juniorów, a dwa lata później był ósmy na młodzieżowym czempionacie Starego Kontynentu. W 2005 roku nie awansował do finału halowych mistrzostw Europy, a rok później także na eliminacjach zakończył udział w halowych mistrzostwach globu. Nie udało mu się wywalczyć awansu do finału na mistrzostwach Europy w Göteborgu (2006), mistrzostwach świata w Osace (2007), igrzyskach olimpijskich w Pekinie (2008) oraz mistrzostwach świata w Berlinie (2009). W 2010 nie zaliczył żadnej próby w eliminacjach i nie został sklasyfikowany podczas mistrzostw Europy. Zdobył brąz w 2011 w Paryżu podczas halowego czempionatu Starego Kontynentu. Wielokrotnie reprezentował Danię w pucharze Europy oraz drużynowym czempionacie Starego Kontynentu.
Okazjonalnie startuje także w biegach sprinterskich. W 2000 roku w rywalizacji na 100 metrów odpadł w ćwierćfinale juniorskich mistrzostw świata. W biegu na 200 metrów zajął 8. miejsce podczas mistrzostw Europy juniorów (2001) oraz dotarł do ćwierćfinału mistrzostw Europy w roku 2006. Występuje w reprezentacyjnej sztafecie 4 x 100 metrów. Reprezentował Danię w tych dyscyplinach także w zawodach drużynowych.
Stawał na podium mistrzostw Danii w hali oraz na stadionie w różnych konkurencjach i kategoriach wiekowych.
Jensen jest rekordzistą Danii w skoku w dal zarówno w hali jak i na stadionie. Wraz z kolegami z reprezentacji ustanowił w 2011 roku rekord kraju w biegu rozstawnym 4 x 100 metrów wynikiem 39,71. Ma w dorobku rekordy Danii w biegu na 100 metrów (10,29 w 2004) oraz w biegu na 200 metrów w hali (21,17 w 2005). Rekordy życiowe w skoku w dal: stadion – 8,25 (3 lipca 2005, Göteborg); hala – 8,18 (8 lutego 2006, Göteborg). 

## Osiągnięcia
| Rok  | Impreza                                | Miejsce          | Pozycja           | Wynik |
| ---- | -------------------------------------- | ---------------- | ----------------- | ----- |
| 2000 | Mistrzostwa świata juniorów            | Santiago         | el. – 17. miejsce | 7,25  |
| 2001 | Mistrzostwa Europy juniorów            | Grosseto         | 6. miejsce        | 7,45  |
| 2003 | I liga pucharu Europy                  | Lappeenranta     | 2. miejsce        | 7,66  |
| 2003 | Młodzieżowe mistrzostwa Europy         | Bydgoszcz        | 8. miejsce        | 7,81  |
| 2005 | Halowe mistrzostwa Europy              | Madryt           | el. – 23. miejsce | 7,51  |
| 2005 | II liga pucharu Europy                 | Tallinn          | 1. miejsce        | 8,10  |
| 2006 | Halowe mistrzostwa świata              | Moskwa           | el. – 12. miejsce | 7,75  |
| 2006 | II liga pucharu Europy                 | Bańska Bystrzyca | 1. miejsce        | 7,44  |
| 2006 | Mistrzostwa Europy                     | Göteborg         | el. – 23. miejsce | 7,42  |
| 2007 | Halowe mistrzostwa Europy              | Birmingham       | el. – 9. miejsce  | 7,75  |
| 2007 | II liga pucharu Europy                 | Odense           | 1. miejsce        | 7,87  |
| 2007 | Mistrzostwa świata                     | Osaka            | el. – 28. miejsce | 7,53  |
| 2008 | II liga pucharu Europy                 | Tallinn          | 1. miejsce        | 7,80  |
| 2008 | Igrzyska olimpijskie                   | Pekin            | el. – 31. miejsce | 7,63  |
| 2009 | Halowe mistrzostwa Europy              | Turyn            | el. – 11. miejsce | 7,82  |
| 2009 | Mistrzostwa świata                     | Berlin           | el. – 29. miejsce | 7,75  |
| 2010 | III liga drużynowych mistrzostw Europy | Marsa            | 1. miejsce        | 8,16  |
| 2010 | Mistrzostwa Europy                     | Barcelona        | –                 | NM    |
| 2011 | Halowe mistrzostwa Europy              | Paryż            | 3. miejsce        | 8,00  |
| 2011 | II liga drużynowych mistrzostw Europy  | Nowy Sad         | 2. miejsce        | 8,01  |
| 2012 | Mistrzostwa Europy                     | Helsinki         | 11. miejsce       | 7,56  |
| 2013 | Halowe mistrzostwa Europy              | Göteborg         | el. – 15. miejsce | 7,64  |